# Brandingenjör
Brandingenjör är i Sverige en teknisk högskoleutbildning som omfattar 3,5 års studier (210 högskolepoäng). Utbildningen ges vid Lunds tekniska högskola (LTH) och vid Luleå tekniska universitet (LTU). 
Efter examen är det vanligast att antingen börja arbeta inom kommunal räddningstjänst med förebyggande byggnadstekniskt brandskydd och ledning av räddningsinsatser, eller som brandkonsult som projekterar och kontrollerar byggnadstekniskt brandskydd, inom tillverknings- eller kemikalieindustrin eller som säkerhetsansvarig på företag. Andra potentiella arbetsgivare är försäkringsbolag, universitet, statliga myndigheter som länsstyrelserna, Boverket eller Myndigheten för samhällsskydd och beredskap (MSB). 

## Historik
Från att tidigare varit en eftergymnasial utbildning endast för brandförsvarens behov startades 1986 den första svenska akademiska högskoleutbildningen till Brandingenjör vid Lunds tekniska högskola. Utbildningen omfattade då 100 akademiska poäng. Samtidigt skapades en ettårig påbyggnadsutbildning i Räddningstjänst vid Räddningsverkets skola i Revinge utanför Lund.
- 1994 förlängdes utbildningen till 140 akademiska poäng.
- 2006 startade brandingenjörsutbildningen på Luleå tekniska Universitet.
- 2007 ändras akademiska poäng till högskolepoäng vilket innebar att de 140 akademiska poängen blev 210 högskolepoäng.
- 2023 gjordes brandingenjörsprogrammet på LTH om till en femårig civilingenjörsutbildning, som genererar en examen som civilingenjör inom brandteknik. Studenter har dock fortfarande möjlighet att ta ut en brandingenjörsexamen efter 3,5 år.

## Påbyggnadsutbildningar

### Sverige
Det finns möjlighet att bygga på brandingenjörsexamen med bland annat en civilingenjörsexamen inom riskhantering eller inom brandteknik.
För att arbeta operativt som räddningsledare inom kommunal räddningstjänst krävs en ettårig påbyggnadsutbildning.

## Examensbenämning
Svenska: Brandingenjörsexamen

Engelska: Bachelor of Science (BSc) in Fire Protection Engineering